# غوردون وودز
غوردون وودز (بالإنجليزية: Gordon Woods)‏ هو عالم أمريكي، ولد في 14 يوليو 1952، وتوفي في 20 أغسطس 2009.

## وصلات خارجية
- غوردون وودز على موقع الموسوعة البريطانية (الإنجليزية)